# Zulema Mosri
Magda Zulema Mosri Gutiérrez (Ciudad Obregón, 1 de julio de 1971) es una jurista mexicana. Desde 2012 se desempeña como magistrada de la Segunda Sección de la Sala Superior del Tribunal Federal de Justicia Administrativa (TFJA) y desde 2014 preside su Comisión para la Igualdad de Género. En noviembre de 2024, fue propuesta como candidata a ministra de la Suprema Corte de Justicia de la Nación como parte del proceso de reforma al Poder Judicial.

## Formación académica
Es licenciada en Derecho por la Universidad de Sonora, donde fue reconocida como mejor alumna de su generación. Es Maestra en Gestión Pública Aplicada por el Instituto Tecnológico y de Estudios Superiores de Monterrey y Doctora en Derecho por la UNAM, donde recibió mención honorífica por su tesis doctoral.

## Trayectoria profesional
Ha sido magistrada de la Sala Regional del Noroeste I (2009–2011), diputada local del PRI en el Congreso del Estado de Sonora en la LVIII Legislatura (2009), asesora parlamentaria en el Congreso de la Unión y titular de la Unidad de Enlace en la Cámara de Senadores. También ha ocupado diversos cargos jurídicos en el Gobierno del Estado de Sonora y el entonces Distrito Federal.

### Candidatura a la Suprema Corte
En 2024, Mosri Gutiérrez fue propuesta para ocupar una vacante en la Suprema Corte de Justicia de la Nación como parte del proceso de renovación judicial impulsado por el Ejecutivo federal.

## Publicaciones
Es autora del libro De la responsabilidad patrimonial del Estado a la remediación de su actividad irregular (Tirant Lo Blanch, 2019) y ha coordinado diversas obras colectivas. También ha publicado artículos sobre derecho fiscal, administrativo y género en revistas como Praxis y Cuestiones Constitucionales.

## Reconocimientos
Ha sido reconocida con la Medalla al Mérito Jurisdiccional Margarita Lomelí Cerezo (2022), la Medalla Mujeres por la Igualdad (2020), y el Premio Fomento a la Equidad de la revista Foro Jurídico (2018).

## Vida personal
Está casada con Rafael Macedo de la Concha, exprocurador general de la República.y exagente de la policía política del PRI, la DFS, Dirección Federal de Seguridad, con credencial número 486. 

## Controversias
Es la pareja sentimental de Rafael Macedo de la Concha, extitular de la Procuraduría General de Justicia en el sexenio de Ernesto Zedillo. Del mismo modo, el exfuncionario público es conocido por iniciar un proceso judicial en contra del jefe de Gobierno del DF, Andrés Manuel López Obrador, por el delito de desacato, pero terminó con un desafuero y renunciando a su cargo en abril del 2005.
Cuando el periodista Álvaro Delgado Gómez señaló que Mosri estaba vinculada sentimentalmente a Rafael Macedo de la Concha, esta lanzó un comunicado en la que lo acusó de violencia política de género, y también colocando la frase "Hasta aquí llegaste". Esto fue interpretado por el comunicador y otros medios como una amenaza. Por su parte, Álvaro Delgado, replicó y señaló que la sociedad tiene derecho a conocer la biografía y vínculos de los personajes públicos.